# 索斯皮罗洛
索斯皮罗洛（義大利語：Sospirolo），是意大利威尼托大区贝卢诺省的一个市镇。总面积65平方公里，人口3237人，人口密度49.8人/平方公里（2009年）。国家统计（ISTAT）代码为025056。